# Électrique de Mont-Laurier
Électrique de Mont-Laurier fut une entreprise de production et de distribution d’électricité de sa fondation en 1935 jusqu’à son achat par Hydro-Québec en 1967. Elle opérait une centrale à Mont-Laurier dans les Laurentides, ainsi qu’un réseau de distribution qui fournissait en électricité Mont-Laurier, Val Barrette, Kiamika, Lac-des-Écorces et Ferme-Neuve.

## Histoire
Les racines de la compagnie remontent à 1913 - année où Jean-Baptiste Reid construit la première centrale hydroélectrique de la région sur la rivière du Lièvre sur les chutes de l’Orignal. Il s’associe avec des gens d'affaires locaux pour fonder la Laurentian Water and Power Company Limited.
En 1935, Toussaint Lachapelle, un des actionnaires de la Laurentian Water and Power, s’associe à Émile Lauzon et Aristide Lachapelle pour fonder l’Électrique de Mont-Laurier Limitée et rachète les actifs de la Laurentian. La nouvelle compagnie fait agrandir la centrale en 1937. Le bâtiment principal sera incendié en 1949 puis reconstruit en 1952.
Vers 1949, la compagnie fait installer une centrale à combustion interne à l’usine de Bellerive Veneers and Plywood Ltd. La même année, elle acquiert le réseau électrique de l’Électrique de Ferme-Neuve, ce qui étend son réseau à 2600 abonnés. En 1958 elle procède à l’achat d’une autre compagnie de distribution, J.M. Meilleur & Al pour étendre son réseau à Val-Barrette.
En 1962 le gouvernement nouvellement élu de Jean-Lesage annonce l’intention de nationaliser onze compagnies privées au Québec, et l’année suivante Hydro-Québec fait une offre pour racheter l’Électrique de Mont-Laurier et de Ferme-Neuve. Les dirigeants refusent l’offre car ils la considèrent trop basse. Ce n’est qu’en 1967, pour un prix total de 590 000 dollars que la compagnie est vendue à Hydro-Québec.
Lors de l’achat, la compagnie possède la Centrale hydroélectrique de Mont-Laurier, 140 kilomètres de lignes de distribution, une petite centrale thermique de 1.6 MW et le réseau d’aqueduc municipal de Ferme-Neuve. La centrale, trop marginale dans le réseau d’Hydro-Québec, sera revendue à Bellerive Veneers and Plywood Ltd pour ses besoins internes pour une sommes de 150 000 dollars. Le réseau d’aqueduc sera quant à lui vendu à la municipalité de Ferme-Neuve pour un montant symbolique de 1 dollar.
Aujourd’hui, la centrale hydroélectrique de Mont-Laurier est exploitée par Algonquin Power, et son électricité revendue à Hydro-Québec.

## Centrales nationalisées
- Centrale de Mont-Laurier (1913) - 2,3 MW